# Innsbruck Land
Het district Innsbruck Land is een bestuursdistrict van de Oostenrijkse deelstaat Tirol. Het omsluit het zelfstandige stadsdistrict Innsbruck, grenst in het westen aan het district Imst, in het oosten aan het district Schwaz, in het noorden aan de Landkreis Garmisch Partenkirchen in de Duitse deelstaat Beieren en in het zuiden aan Zuid-Tirol.

## Geografie
Het district omvat een deel van het Inndal (zowel Oberinntal als Unterinntal), het Noord-Tiroler deel van het Wipptal en zijn zijdalen (Stubaital, Sellraintal, Gschnitztal en Wattental). Verder hoort ook het Seefelder Plateau, het gebied rondom het bekende Seefeld tot het district.
De zuidelijke grens met onder andere de Brennerpas wordt gevormd door de hoofdkam van de Alpen. Het district omvat naast de hiervoorgenoemde dalen ook de berggebieden Stubaier Alpen in het zuidwesten, de Tuxer Alpen in het zuidoosten, het Wettersteingebergte en het Karwendelgebergte in het noorden.

## Gemeenten
De volgende gemeenten behoren tot het district Innsbruck Land:
- Absam
- Aldrans
- Ampass
- Axams
- Baumkirchen
- Birgitz
- Ellbögen
- Flaurling
- Fritzens
- Fulpmes
- Gnadenwald
- Götzens
- Gries am Brenner
- Gries in Sellrain
- Grinzens
- Gschnitz
- Hall in Tirol
- Hatting
- Inzing
- Kematen in Tirol
- Kolsass
- Kolsassberg
- Lans
- Leutasch
- Matrei am Brenner
- Mieders
- Mils bij Hall
- Mutters
- Natters
- Navis
- Neustift im Stubaital
- Oberhofen im Inntal
- Obernberg am Brenner
- Oberperfuss
- Patsch
- Pettnau
- Pfaffenhofen
- Polling in Tirol
- Ranggen
- Reith bij Seefeld
- Rinn
- Rum
- St. Sigmund in Sellrain
- Scharnitz
- Schmirn
- Schönberg im Stubaital
- Seefeld in Tirol
- Sellrain
- Sistrans
- Steinach am Brenner
- Telfes im Stubai
- Telfs
- Thaur
- Trins
- Tulfes
- Unterperfuss
- Vals
- Völs
- Volders
- Wattenberg
- Wattens
- Wildermieming
- Zirl

- Gemeinsame Normdatei: 4096295-7
- Virtual International Authority File: 242112864